# Alessandra Scala
(Angelo Poliziano, Epigramma XXIX)
Alessandra Scala (Colle di Val d'Elsa, 1475 – 1506) è stata una letterata italiana.

## Biografia
Era la quinta figlia di Bartolommeo Scala, dottore in diritto civile e canonico, cancelliere della Repubblica Fiorentina.
Esperta di letteratura greca e latina, ebbe come maestri Andrea Giovanni Lascaris, Demetrio Calcondila e l'umanista veneziana Cassandra Fedele (di cui si conservano alcune lettere). Corrispondeva in greco con Angelo Poliziano, nelle cui raccolte, pubblicate dall'Acciaoli, troviamo alcuni suoi scritti.
Fece parte del ristretto circolo di letterati che si raccolse attorno a Lorenzo il Magnifico intorno al 1480, e del quale facevano parte, oltre al Poliziano, personaggi della levatura di Marsilio Ficino e Giovanni Pico della Mirandola.
Bruna, dagli occhi scuri, donna di grande bellezza, intelligenza e cultura fu al centro di una contesa tra Lascaris e Poliziano, che la corteggiavano. Poliziano le dedicò una parte del suo canzoniere in greco, tra cui alcuni epigrammi, alcuni dei quali ad un'attenta analisi rivelano intenzioni maliziose. Tali intenzioni furono prontamente controbattute dalla giovane poetessa, che in risposta gli indirizzò un epigramma in greco, redatto con l'aiuto del Lascaris.
Era talmente esperta di greco che recitò in lingua originale, e nel ruolo di protagonista, la tragedia di Sofocle “Elettra” nella villa del padre, fatto che le procurò grande fama. Nel febbraio 1492 scrisse una famosa lettera alla propria corrispondente Cassandra Fedele, chiedendole consiglio sull'opportunità di contrarre matrimonio o di proseguire la propria vita di studiosa, ne ricevette come risposta quella di "seguire la propria natura".
Nel 1497 sposò Michele Marullo Tarcaniota, nome italianizzato di Mikel Maruli (nato a Costantinopoli nel 1453) che fu, oltre che soldato, filosofo, storico e poeta, autore di epigrammi e degli “Hymni naturales”.
Dopo la morte del marito (avvenuta mentre attraversava a cavallo il fiume Cecina l'11 aprile 1500) Alessandra ne curò la pubblicazione delle opere. Negli ultimi anni di vita, non riuscendo a superare la fine improvvisa del consorte, vestì l'abito delle Monache benedettine di San Pier Maggiore di Firenze; fu sepolta nella chiesa omonima.